# Andréi Tarkovski
Andréi Arsénievich Tarkovski (en ruso: Андрей Арсеньевич Тарковский; Zavrazhie, óblast de Ivánovo, 4 de abril de 1932-París, 29 de diciembre de 1986), conocido como Andrei Tarkovski, fue un director de cine, actor, poeta y escritor soviético. Es considerado uno de los más importantes e influyentes autores del cine ruso y uno de los más grandes de la historia del cine.
A pesar de haber realizado únicamente siete largometrajes a lo largo de veinticinco años de carrera, de su prematura muerte, por un cáncer de pulmón, y del carácter notoriamente anticomercial y profundamente artístico de la mayoría de sus películas (con la excepción de Solaris, por el hecho de haber sido ampliamente promocionada por las autoridades de su país como «la respuesta soviética a 2001, Odisea del espacio, aunque se trataba de un filme tan poco dispuesto a entretener al espectador como toda su obra —y el que menos agradaba al propio director—) hoy día Tarkovski es recordado por su extrema exigencia a la hora de preparar y dirigir sus proyectos, por sus teorías sobre el Cine y el Arte en general (recogidas en su famoso volumen Esculpir el tiempo ), por su renuencia a acatar los dogmas culturales y las limitaciones ideológicas de su país (que finalmente lo llevaron al exilio), y por su contundente personalidad artística.
Fue el primer cineasta soviético en recibir el León de Oro de Venecia, por su primer filme: La infancia de Iván (1962). Sin embargo, este triunfal comienzo no le impidió sufrir severos problemas con las autoridades soviéticas, y tardó siete años en lograr estrenar su siguiente película, la monumental Andréi Rubliov (1969). Aceptó dirigir Solaris (1972) porque necesitaba seguir trabajando y pudo realizar su muy personal El espejo (1975), en la que narraba muchos pasajes de su propia vida. Dispuesto a seguir haciendo películas al precio que fuera, el desastroso rodaje de Stalker (1979), que sufrió la pérdida de gran parte del negativo original por un accidente en el revelado, casi le cuesta la cárcel cuando exigió que volvieran a otorgarle el presupuesto inicial y solamente pudo terminarla con una inversión mucho menor.
Harto de las imposiciones y de la presión de las autoridades culturales soviéticas, emigró primero a Italia, donde realizó el documental Tempo di viaggio (1983) y el largometraje de ficción Nostalgia (1983), y después a Suecia, donde con parte del equipo de su admirado Ingmar Bergman, dirigió su obra póstuma, Sacrificio (1986), que terminó ya muy enfermo de cáncer, montándola y diseñando el sonido desde la cama de un hospital. Esta película es la más premiada en la historia del Festival de Cannes, con cuatro premios, aunque, curiosamente, no ganó la Palma de Oro.
Las autoridades soviéticas consintieron que su hijo fuera a visitarlo justo antes de su muerte en el hospital de París en el que se hallaba. A su muerte, exigieron que su cuerpo fuera enviado a su país para ser enterrado allí, a lo que su mujer, Larisa Tarkóvskaya, se negó, aludiendo que no pensaba enterrar al cineasta en un país que tanto les había hecho sufrir a él y a su familia.

## Infancia y juventud
Nació en la localidad de Zavrazhie, en el distrito de Yúrievets (óblast de Ivánovo), Unión Soviética (ahora, Rusia). Su padre fue Arseni Tarkovski, reconocido como uno de los poetas rusos más destacados de todo el siglo XX, y su madre María Ivánova Vishnyakova. En 1937, su padre y su madre se separaron, y en 1941 su padre fue voluntario para participar en la Segunda Guerra Mundial como corresponsal de guerra. Volvió de la guerra con una pierna amputada por una herida que le causó gangrena. El pequeño Andréi vivió mientras tanto con su hermana Marina, su madre y su abuela, y siempre dijo que esa influencia femenina fue decisiva en su temperamento artístico.
En su juventud, estudió música, pintura y escultura, aprendió lenguas orientales en Moscú antes de interesarse por el cine; también trabajó como geólogo por un tiempo en Siberia. En efecto, durante un año, de 1951 a 1952, estudió árabe, y pensó seriamente en estudiar música y dedicarse a ser director de orquesta, pero su madre, preocupada según ella por las malas compañías que frecuentaba, lo mandó a Siberia, para ser prospector de hierro y oro, en la provincia de Turujansk, donde permaneció un año para una expedición; a su regreso, en 1954, decidió hacerse director de cine. Según él mismo dijo, esos meses de soledad y de calma le ayudaron a mejorar y a encontrar un camino por el que transitaría el resto de su vida.

## En la escuela de cine
Se inscribió en la aclamada Escuela de Cine VGIK (Instituto Estatal de Cinematografía Panruso), realizó cortometrajes y conoció a quienes serían sus mejores amigos y compañeros de clase, Serguéi Paradzhánov y Mijaíl Vartánov; al tiempo que estudiaba cine también estudiaba violín. Estaba en la misma clase que Irma Raush (Irina), con quien se casó en abril de 1957.
En la escuela, su mentor fue Mijaíl Romm, un profesor por cuyas clases pasaron numerosos estudiantes que luego serían importantes cineastas. En 1956, Tarkovski dirigió su primer cortometraje, The Killers, inspirado en el relato de Ernest Hemingway. Terminó sus estudios con el mediometraje El violín y la apisonadora, en 1961.

## Largometrajes
Tarkovski pronto fue el centro de atención de todo el mundo con su primer largometraje, La infancia de Iván (1962), que obtuvo el León de Oro del Festival de Cine de Venecia, Italia (ex aequo con Cronaca familiare de Valerio Zurlini). Sin embargo, pronto Tarkovski cayó bajo la estricta vigilancia de las autoridades soviéticas, que temían que sus siguientes filmes no siguiesen los lineamientos del Partido Comunista de la Unión Soviética (no mostrar imágenes religiosas, por ejemplo) y mostrasen el otro rostro de la Unión Soviética; así, se le recortó el presupuesto para filmar El idiota de Fiódor Dostoyevski y se le negó enteramente el rodaje de una película dedicada al Evangelio de Lucas. Eran los años de la Guerra Fría y cualquier denuncia —ya fuera de manera directa o velada— hacia el régimen en cualquiera de las facetas artísticas era pronto reprimida. Como resultado de esa vigilancia, el siguiente film de Tarkovski, Andréi Rubliov (1966), fue prohibido hasta 1971. Andréi Rubliov fue exhibida a las cuatro de la mañana del último día en la vigésima segunda edición del Festival de Cine de Cannes (Francia), por orden expresa de las autoridades soviéticas con el fin de evitar cualquier posible nominación a los premios (de hecho, la cinta no ganó ninguno, aunque obtuvo durante aquel mismo año el Premio de la Crítica Internacional, FIPRESCI) y fue distribuida parcialmente para salvaguardar las apariencias.
A pesar de que no tenía control sobre el destino final de sus películas, Andréi Tarkovski siguió filmando. Su siguiente obra, Solaris (1972), fue pronto aclamada en el Este y considerada por muchos como la respuesta soviética a la película 2001: Una odisea del espacio, del director estadounidense Stanley Kubrick, aunque Tarkovski siempre afirmó que no la había visto. De acuerdo con su libro póstumo Esculpir en el tiempo y según su propio testimonio en el documental Tempo di viaggio, Tarkovski consideraba Solaris como su película menos lograda porque no había conseguido escapar de las reglas del género de la ciencia ficción.
Sin embargo, trabajar en la Unión Soviética significaba hacerlo siempre con las limitaciones, tanto creativas como cinematográficas, impuestas por las autoridades soviéticas. Sobrepasar tales limitaciones implicaba problemas fuertes para cualquier cineasta soviético. En 1975, Tarkovski tuvo un problema con las autoridades, que por poco le costó la cárcel, a raíz de su película El espejo (Zérkalo), una densa y autobiográfica película con una radical, innovadora y sugestiva estructura narrativa.
Su siguiente película, también de ciencia ficción, Stalker (1979), tuvo que ser filmada de nuevo, con una drástica reducción económica en la producción, después de que un accidente en el laboratorio destruyese totalmente la primera versión filmada. 

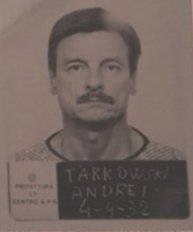
Foto policial de Andréi Tarkovski en el Campamento de Refugiados de Latina (Italia) en 1985

Tarkovski fue a Italia en 1982 para empezar a rodar Nostalgia, pero luego Mosfilm se retiró del proyecto, por lo que buscó y recibió apoyo financiero de la RAI italiana. Tarkovski completó la película en 1983 y fue presentada en el Festival de Cine de Cannes, donde ganó el premio FIPRESCI y el Premio del Jurado Ecuménico. Tarkovski también compartió un premio especial llamado Grand Prix du cinéma de Creation con Robert Bresson. Las autoridades soviéticas presionaron para evitar que la película ganara la Palma de Oro, un hecho que fortaleció la resolución de Tarkovski de no volver a trabajar en la Unión Soviética. Después de Cannes fue a Londres para montar y coreografiar la ópera Borís Godunov en la Royal Opera House bajo la dirección musical de Claudio Abbado.
Su última película, Sacrificio (1986), fue filmada en Suecia con la ayuda de los colaboradores habituales del cineasta sueco Ingmar Bergman, ganó cuatro premios en el Festival de Cine de Cannes, un hecho sin precedentes en la historia del cine soviético. Sin embargo, en esos meses Andréi Tarkovski estaba sufriendo los estragos del cáncer y le fue imposible asistir a recoger el Premio Especial del Jurado que obtuvo esta película, y fue su hijo Andriushka quien lo recogió ante un aplauso general que se prolongó durante varios minutos.

## Sus últimos días

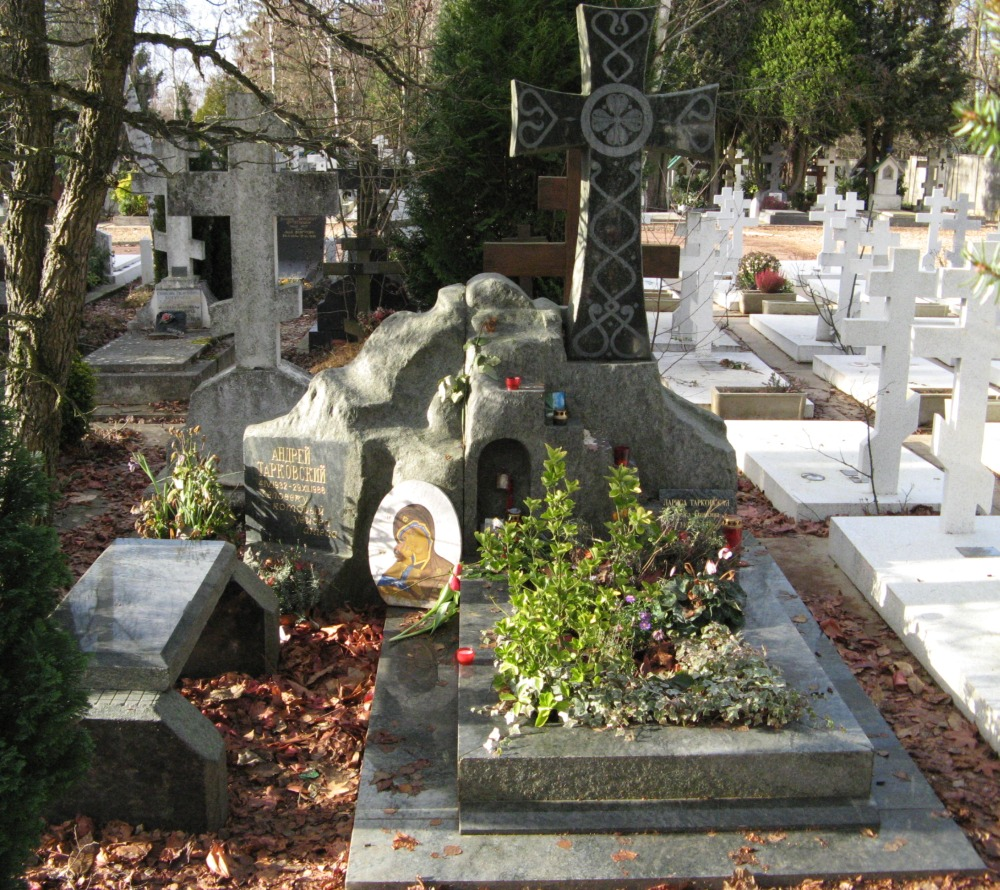
Tumba de Andréi y Larisa Tarkovski, en el cementerio ruso en París de Sainte-Geneviève-des-Bois.

Tarkovski vivió durante un tiempo en Florencia y murió en París el 29 de diciembre de 1986. Su funeral se llevó a cabo en la Catedral de Alejandro Nevski de París. Fue enterrado el 3 de enero de 1987 en el cementerio ruso de Sainte-Geneviève-des-Bois en Francia. La inscripción en su lápida, que fue erigida en 1994, fue concebida por la esposa de Tarkovski, Larisa, dice: Al hombre que vio al ángel. Larisa murió en 1998 y está enterrada junto a su esposo.

## Legado
El más famoso director soviético desde Serguéi Eisenstein, Andréi Tarkovski es uno de los máximos representantes del cine ruso, cuyas películas son intensamente íntimas, ocasionalmente controvertidas, siempre hermosas en cada fotograma; y es por eso por lo que es considerado como un poeta del cine. Él se mostraba interesado en el hombre y su búsqueda de respuestas de la vida misma, la decadencia de la verdadera espiritualidad en la sociedad moderna y la incapacidad de la humanidad para responder adecuadamente a las demandas de la tecnología, que domina cada vez más todo el espectro de la vida humana. Ingmar Bergman, hablando sobre La infancia de Iván, declaró:
"Cuando descubrí las primeras películas de Tarkovski, fue un milagro. De repente me encontré ante una puerta de la que nunca había tenido la llave, una habitación en la que siempre había querido penetrar y en la que él se sentía perfectamente a gusto. Alguien fue capaz de expresar lo que siempre había querido decir sin saber cómo. Para mi Tarkovski es el mejor cineasta." 
Andréi Tarkovski consideraba que su película Andréi Rubliov era el mejor ejemplo para mostrar a la gente cuál es el verdadero rol y la responsabilidad real del artista en la sociedad, aludiendo a que él mismo, como cineasta, no tenía por qué ser obligado a ser un mero trabajador del Estado soviético que reflejase simplemente las «maravillas» de la política comunista como solían demandarle a todos los artistas de su época.
Interesado en ir más allá del lenguaje cinematográfico, Tarkovski exploró nuevas formas de narrativa cinematográfica, que influyeron en la nueva generación de cineastas, y desarrolló una interesante teoría del Cine, a la que llamó «Esculpir en el tiempo». Destacaba, entre otras, una característica del Cine: la capacidad de fijar e inmortalizar el tiempo. A partir de esta idea, el cineasta debe esculpir un bloque de tiempo para dejar al descubierto la imagen cinematográfica. Después de El espejo, Tarkovski anunció que se dedicaría completamente a seguir las premisas dramáticas del filósofo Aristóteles: concentrar totalmente una historia en un solo lugar bajo un solo día solar (es decir, desde que sale el sol hasta que vuelve a hacerlo) en algún momento del tiempo. Sacrificio es considerada por muchos como el perfecto reflejo de la legendaria teoría cinematográfica de Andréi Tarkovski.
Los archivos documentales de Tarkovski —que incluyen guiones, fotografías, artículos escritos por él mismo, entre otras cosas— se conservan en la actualidad en la Fundación Andréi Tarkovski, dirigida por Andréi Tarkovski, hijo del director, que tiene sus sedes en Moscú, Florencia y París.
En abril de 1972, Leonid Kozlov pidió a Tarkovski que compilara una lista de sus diez películas favoritas. Andréi, tomando muy en serio dicha petición, comenzó anotando una lista con los nombres de sus directores predilectos (Buñuel, Mizoguchi, Bergman, Bresson, Kurosawa, Antonioni, Vigo, Dreyer), para luego establecer una lista de películas cuidadosamente numerada:
1. Diario de un cura rural (Le journal d'un curé de campagne, 1950), de Robert Bresson
2. Los comulgantes (Nattvardsgästerna, 1962), de Ingmar Bergman
3. Nazarín (1958), de Luis Buñuel
4. Fresas salvajes / Cuando huye el día (Smultronstället, 1957), de Ingmar Bergman
5. Luces de la ciudad (City Lights, 1930), de Charles Chaplin
6. Los cuentos de la luna pálida (Ugetsu monogatari, 1953), de Kenji Mizoguchi
7. Los siete samuráis (Shichinin no samurai, 1954), de Akira Kurosawa
8. Persona (1966), de Ingmar Bergman
9. Mouchette (1967), de Robert Bresson
10. La mujer en la arena (Suna no onna, 1964), de Hiroshi Teshigahara.

## Filmografía

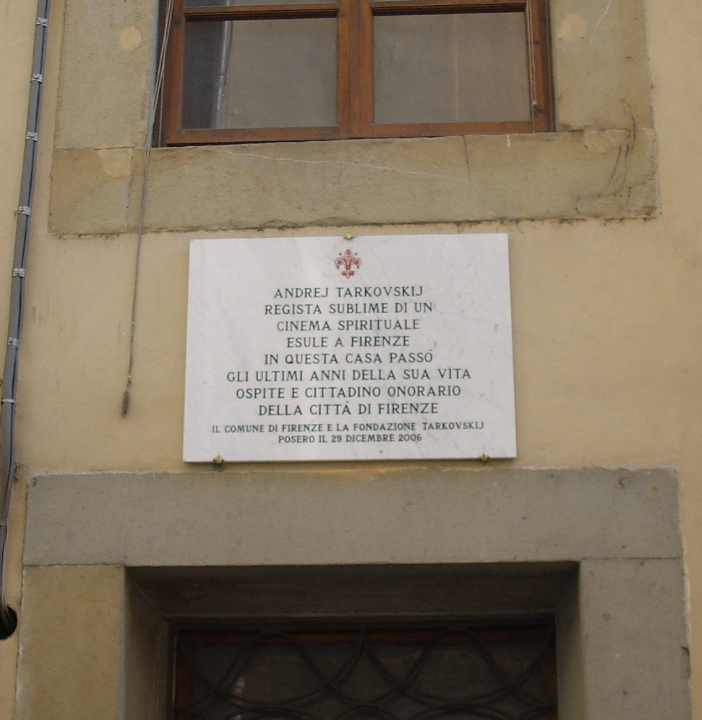
Placa en memoria de Andréi Tarkovski, Florencia.

- Ubiytsy (Убийцы) (Asesinos) (1958) — primera película como estudiante, basada en un cuento corto de Ernest Hemingway.
- Kontsentrat (Концентрат) (Concentrado) (1958) — segunda película de estudiante.
- Segodnya uvolnéniya ne búdet (Сегодня увольнения не будет) (Hoy no se licenciará) (1959) — tercera película de estudiante.
- Katok i skripka (1960) (Каток и скрипка) (La apisonadora y el violín) — película de graduación en la escuela de cine.
- La infancia de Iván (Ivánovo detstvo) (Иваново детство) (1962)
- Andréi Rubliov (Андрей Рублёв) (1966) — biografía del pintor medieval Andréi Rubliov.
- Solaris (Solyaris) (Солярис) — basada en la obra de Stanisław Lem (1972).
- El espejo (Zérkalo) (Зеркало) (1975).
- Stálker (Cталкер) (también conocida como La Zona en algunos países de habla hispana; con guion de Arkadi y Borís Strugatski), a partir de su relato Pícnic junto al camino, también publicado como Pícnic extraterrestre (1979).
- Borís Godunov — filmación de su puesta en escena de la ópera de Músorgski dirigida por Claudio Abbado (1982).
- Tempo di viaggio (1983) — televisión.
- Nostalgia (Ностальгия) (1983).
- Sacrificio (Offret) (1986).

## Premios y distinciones
Festival Internacional de Cine de Venecia
| Año  | Categoría   | Película            | Resultado |
| ---- | ----------- | ------------------- | --------- |
| 1962 | León de Oro | La infancia de Iván | Ganador   |

Festival Internacional de Cine de Cannes
| Año  | Categoría                   | Película       | Resultado |
| ---- | --------------------------- | -------------- | --------- |
| 1969 | Premio FIPRESCI             | Andréi Rubliov | Ganador   |
| 1972 | Gran Premio del Jurado      | Solaris        | Ganador   |
| 1983 | Mejor director              | Nostalgia      | Ganador   |
| 1983 | Premio FIPRESCI             | Nostalgia      | Ganador   |
| 1983 | Premio del Jurado Ecuménico | Nostalgia      | Ganador   |
| 1986 | Gran Premio del Jurado      | Sacrificio     | Ganador   |
| 1986 | Premio FIPRESCI             | Sacrificio     | Ganador   |
| 1986 | Premio del Jurado Ecuménico | Sacrificio     | Ganador   |